# Hayao Nakayama
Pour les articles homonymes, voir Nakayama (homonymie).
Hayao Nakayama (中山 隼雄, Nakayama Hayao) est une personnalité japonaise du monde des affaires et président de Sega Enterprises, Ltd entre 1984 et 1999.

## Carrière
En octobre 1989, Nakayama recrute Michael Katz pour faire de la Mega Drive un succès retentissant en Amérique du Nord. Le succès mitigé de la Mega Drive au Japon donne de grandes espérances quant à un succès pour sa sortie américaine.
En 1990, Nakayama se rend à Hawaï pour trouver Tom Kalinske, qui a alors récemment quitté Matchbox. Il offre à Kalinske le poste de président et chef de la direction de Sega of America. C'est la fille de Kalinske qui le motive dans sa décision de se rendre au Japon. Il y présente la Game Gear et la Mega Drive.
La période post megadrive aura été décisive pour SEGA. Beaucoup imputent à Nakayama les mauvais choix stratégiques (comme le hardware orienté 2D,les sorties prématurés, les tensions entre Sega Japan et Sega America) résultant de l'échec commercial de la Saturn et de la 32X, qui détruiront l'image de SEGA et entraîneront l'échec commercial de la très réussie Dreamcast.
Nakayama quitte Sega en 1999 et sert dans diverses fonctions au sein de Microsoft Japan et Virgin Play.